# الجواء (الخبت)

تعديل مصدري - تعديل

الجواء هي إحدى قرى عزلة جبع بمديرية الخبت التابعة لمحافظة المحويت، بلغ تعداد سكانها 137 نسمة حسب تعداد اليمن لعام 2004.